# Gerold Edlibach

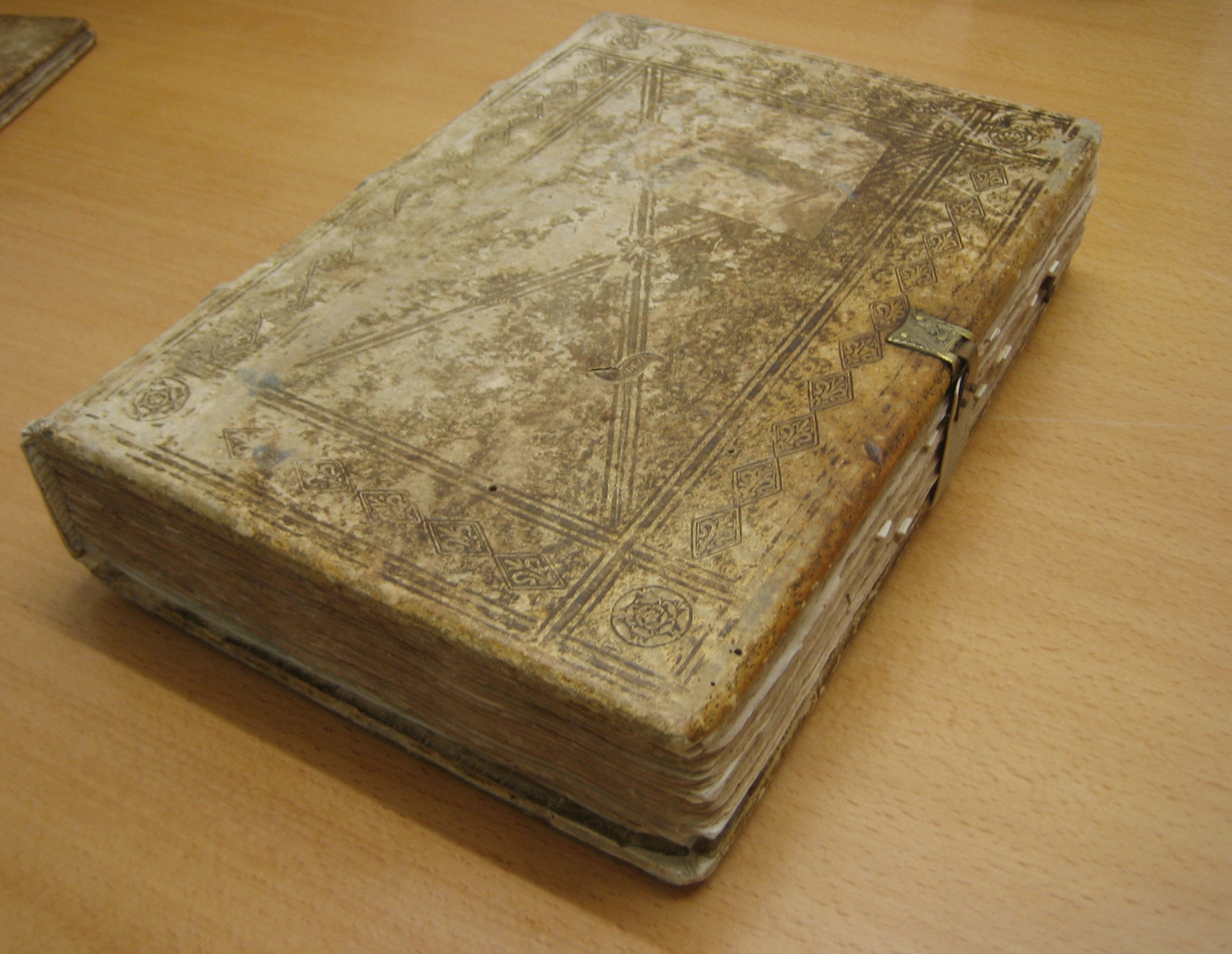
Edlibachs Zürcher Chronik

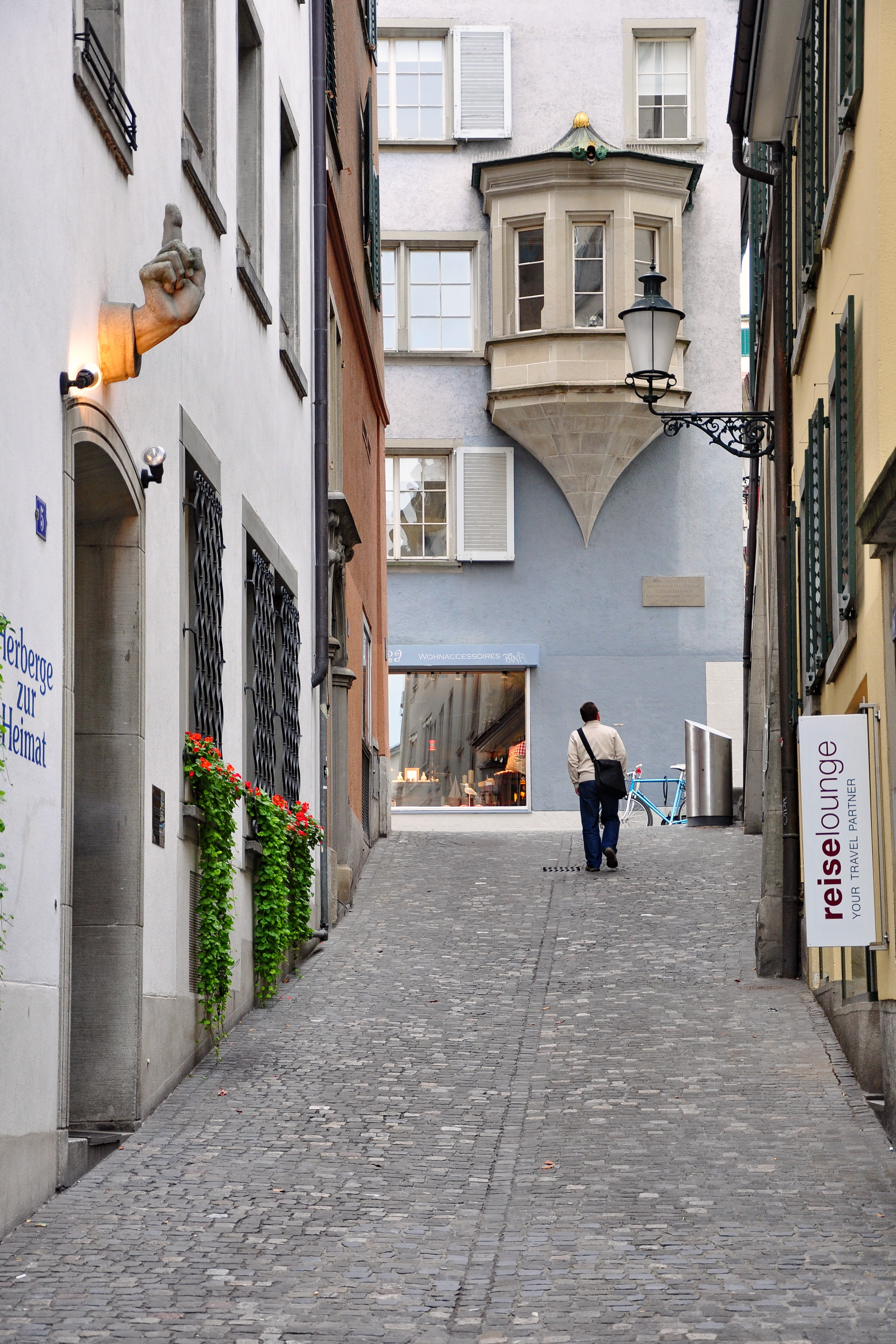
Edlibachs Wohnhaus «zum Steinernen Erggel» an der Oberdorfstrasse in Zürich

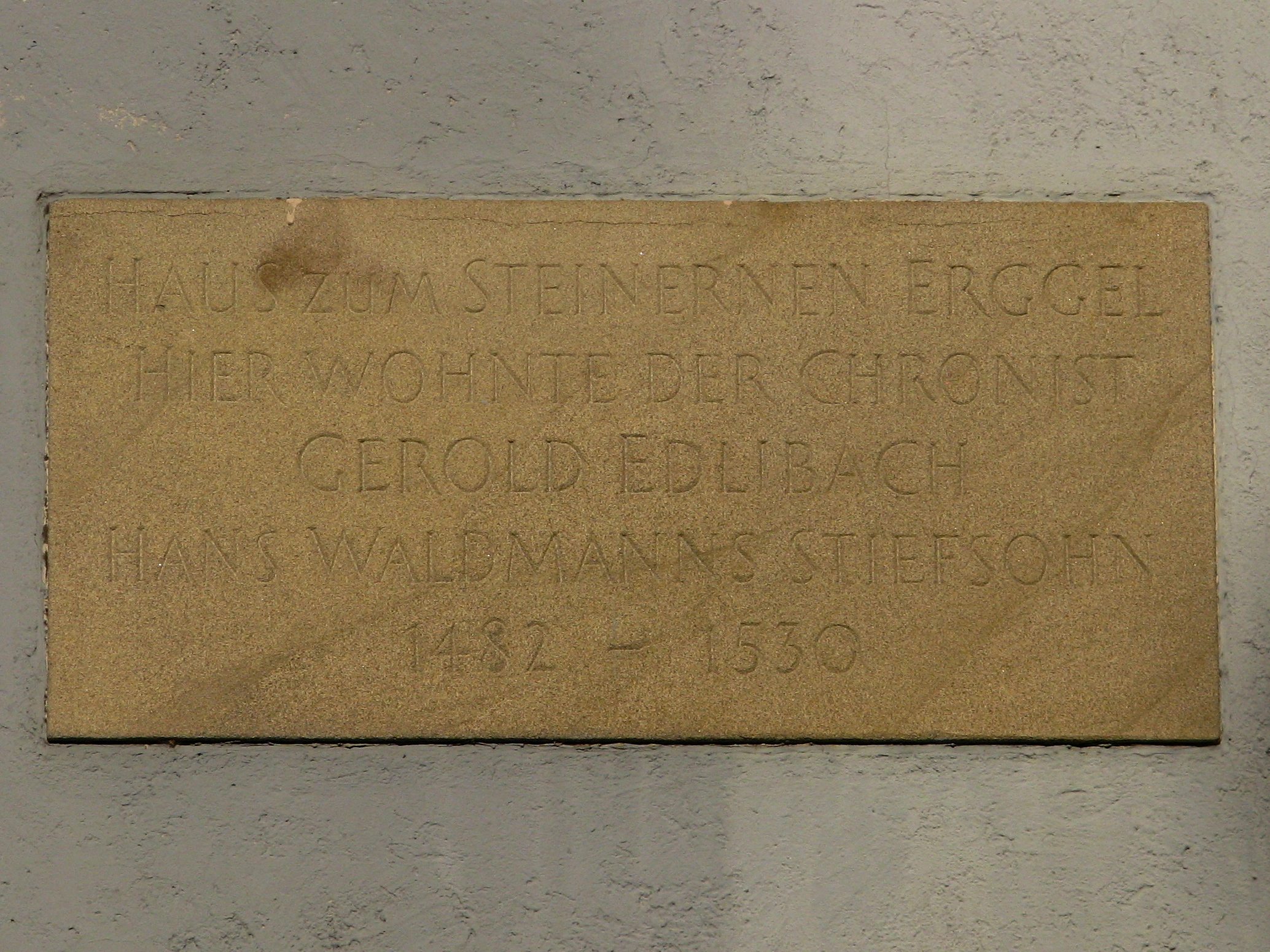
Gedenktafel

Gerold Edlibach (* 24. September 1454 in Zürich; † 28. August 1530 in Zürich) war ein Zürcher Chronist und Ratsherr.

## Leben
Gerold Edlibach wurde im Jahr 1454 als Sohn von Ulrich Edlibach († 1462), Amtmann von Einsiedeln, und Anna Landolt geboren. In zweiter Ehe war seine Mutter, deren Familie es durch Eisenhandel zu Wohlstand gebracht hatte, mit dem Stadtzürcher Bürgermeister Hans Waldmann verheiratet. Mit 18 Jahren heiratete Edlibach Ursula Röist, mit der er 18 Kinder zeugte. Von 1473 bis 1480 war er Amtmann (Verwalter) der Einsiedler Besitzungen in Zürich. Bereits 1473 wurde Edlibach in die Constaffel gewählt, nahm seinen Sitz aber erst 1480 ein. 1487 kam er in den Kleinen Rat der Stadt Zürich und erhielt das Amt als Säckelmeister. Nach dem Sturz seines Stiefvaters Hans Waldmann im Jahr 1489 musste Edlibach von seinen Ämtern zurücktreten. Trotzdem war er bereits von 1493 bis 1499 und später 1515 bis 1524 wiederum Mitglied des Kleinen Rats. Im Jahr 1488 ging er als Obervogt nach Bülach, von 1494 bis 1498 als Landvogt nach Grüningen und 1505 für zwei Jahre nach Greifensee. Er war Katholik, und als Gegner der Reformation, die zu seiner Lebzeit in Zürich unter Ulrich Zwingli eingeführt wurde, trat er im Jahr 1524 auf eigenen Wunsch von seinen Ämtern zurück.

## Leistungen
In seinem Hauptwerk, der Zürcher Chronik oder Zürcher- und Schweizerchronik dokumentierte Edlibach die Geschichte der Eidgenossenschaft kurz vor Beginn des Alten Zürichkriegs (ab 1431) bis zur Reformation (1530) aus Sicht der Stadtrepublik Zürich. Seine Chronik ist persönlich gefärbt und enthält neben bildlichen Darstellungen des Zeitgeschehens aus eigener Hand auch familiäre Schilderungen. Seine Darstellung ist «volkstümlich realistisch in bisweilen unbeholfener, sonst leichtverständlicher Sprache» abgefasst. Seine Arbeit soll 1485/86 teilweise auf dem Entwurf von Diebold Schillings Bilderchronik basieren und wurde bis 1517 und nochmals bis 1530 von Edlibach fortgeführt. Zum Ende hin werden die Aufzeichnungen zunehmend spärlicher und sind knapper formuliert.
Edlibach schrieb um das Jahr 1490 ein Rotwelschglossar (fickabel des rotwelschtz), eines der umfangreichsten und ältesten, das erhalten geblieben ist.
Bekannt und in Fragen der Wappengeschichte oft zitiert ist sein Wappenbuch, das um 1489–1493 entstanden ist.
Die Zürcher Chronik wird in der Zentralbibliothek Zürich aufbewahrt, das Wappenbuch wurde 1932 durch die Antiquarische Gesellschaft in Zürich aus der Fürstlich Fürstenbergischen Hofbibliothek zurückerworben und wird im Staatsarchiv des Kantons Zürich aufbewahrt (cod. W 3 AG 21, vormals Bibl. Fürstenberg, ms. 98, foll. 144–156).
Zu seinen weiteren Werken zählen die Aufzeichnungen zum Waldmannhandel (Waldmannscher Auflauf) von 1489 und zur Reformation in den Jahren 1520 bis 1527.

## Bildergalerie

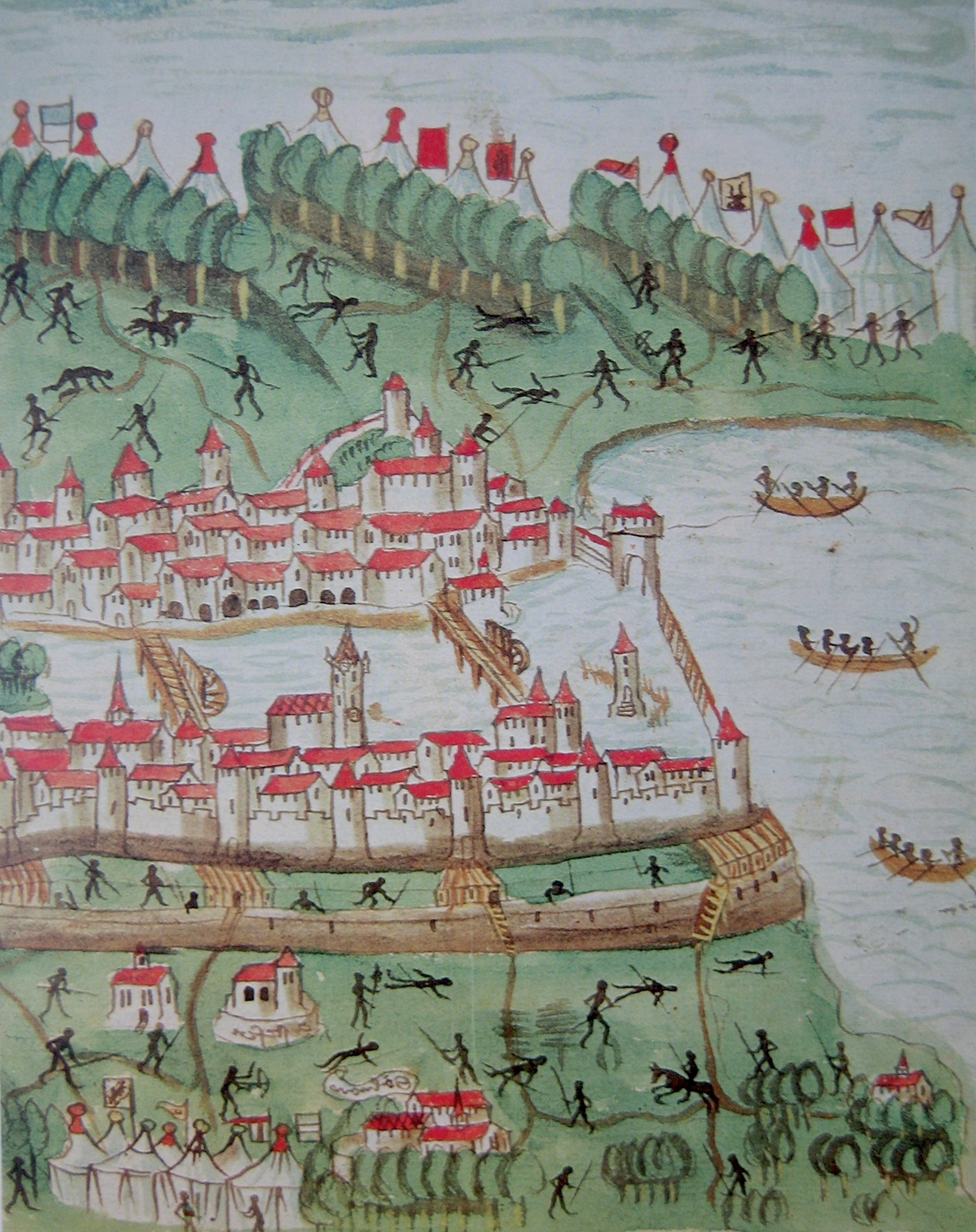
Alter Zürichkrieg: Belagerung von Zürich 1444 (spiegelbildliche Darstellung)
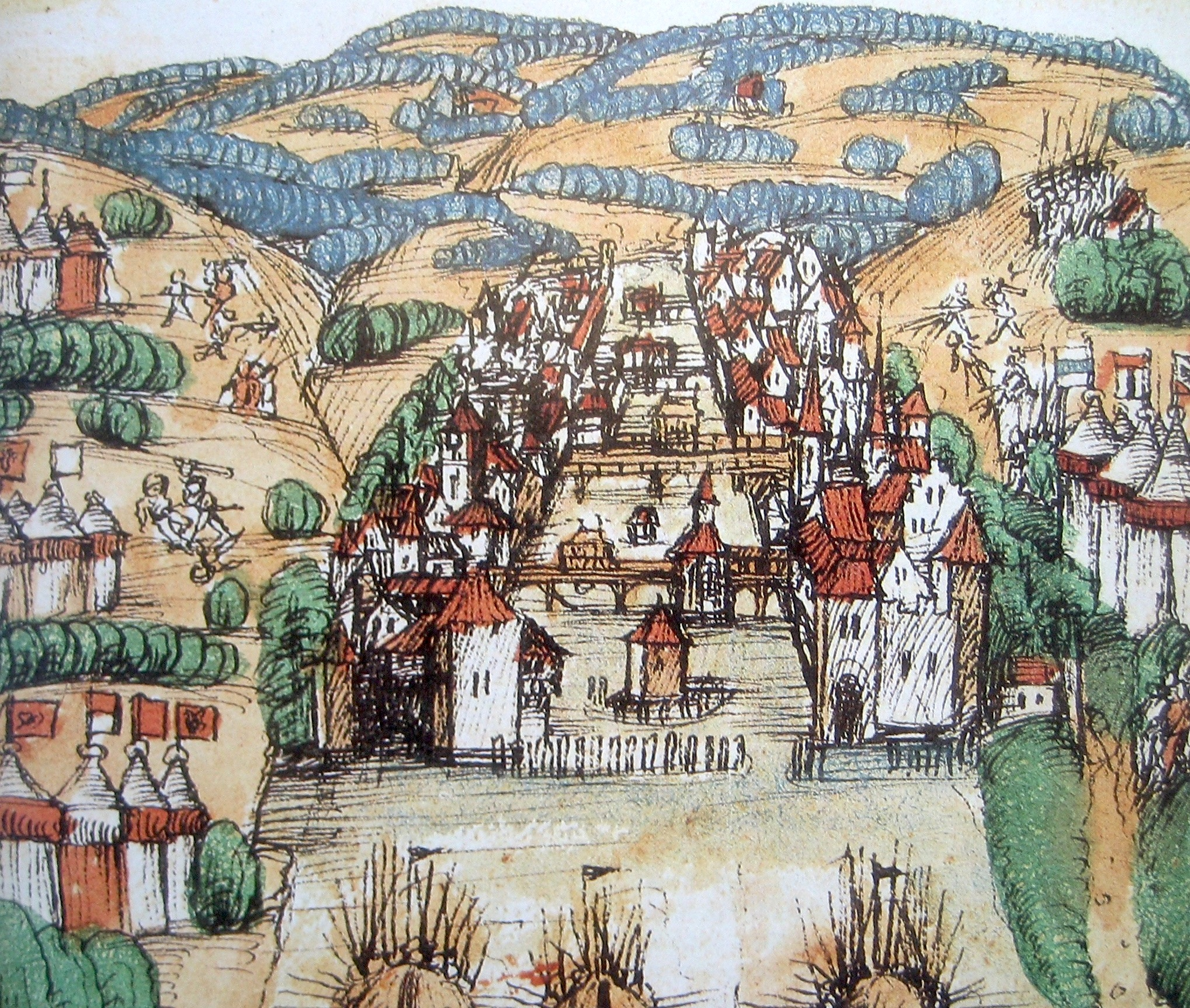
Alter Zürichkrieg: Die Eidgenossen vor Zürich. Zeichnung von Gerold Edlibach (um 1488)
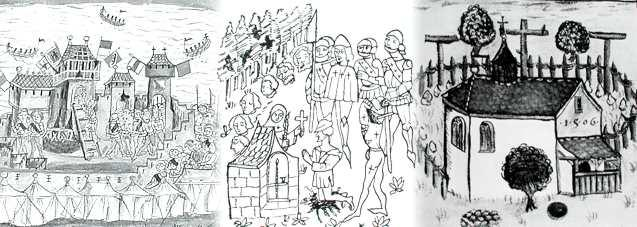
Belagerung von Greifensee 1444 (Zürcher Chronik)
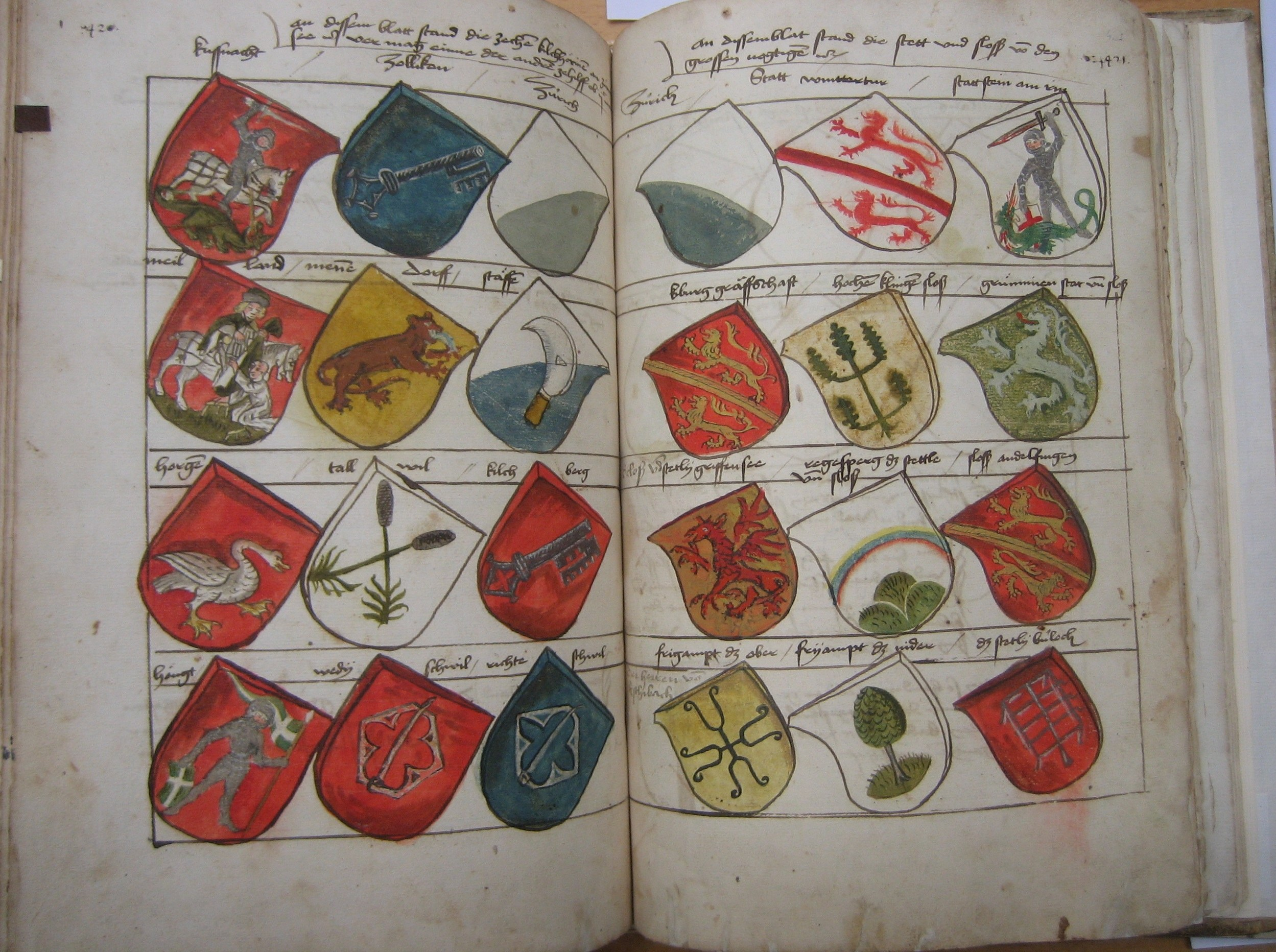
Wappen von Zürcher Gemeinden in Edlibachs Zürcher Chronik
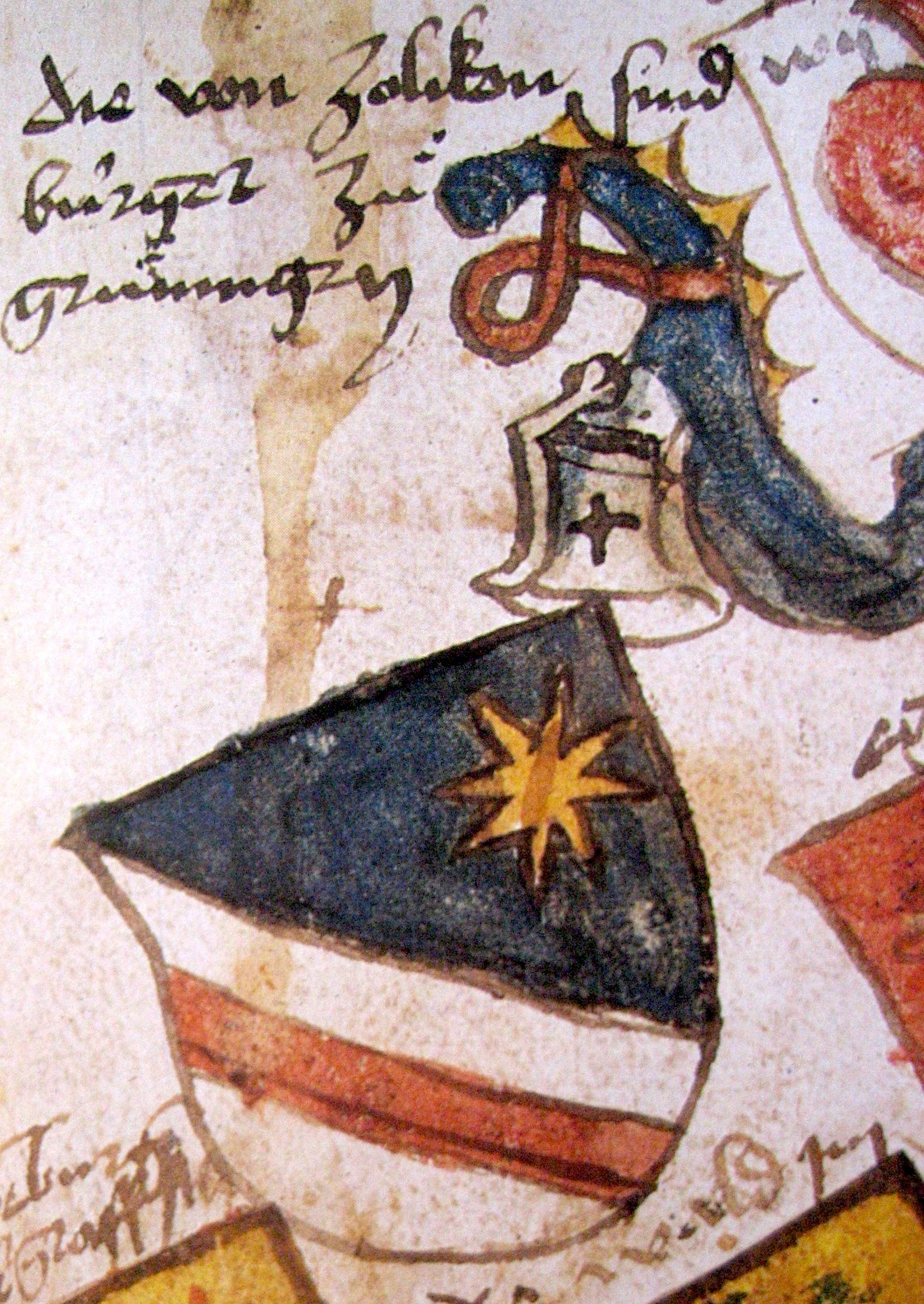
Wappen von Zollikon (Ausschnittver-grösserung)
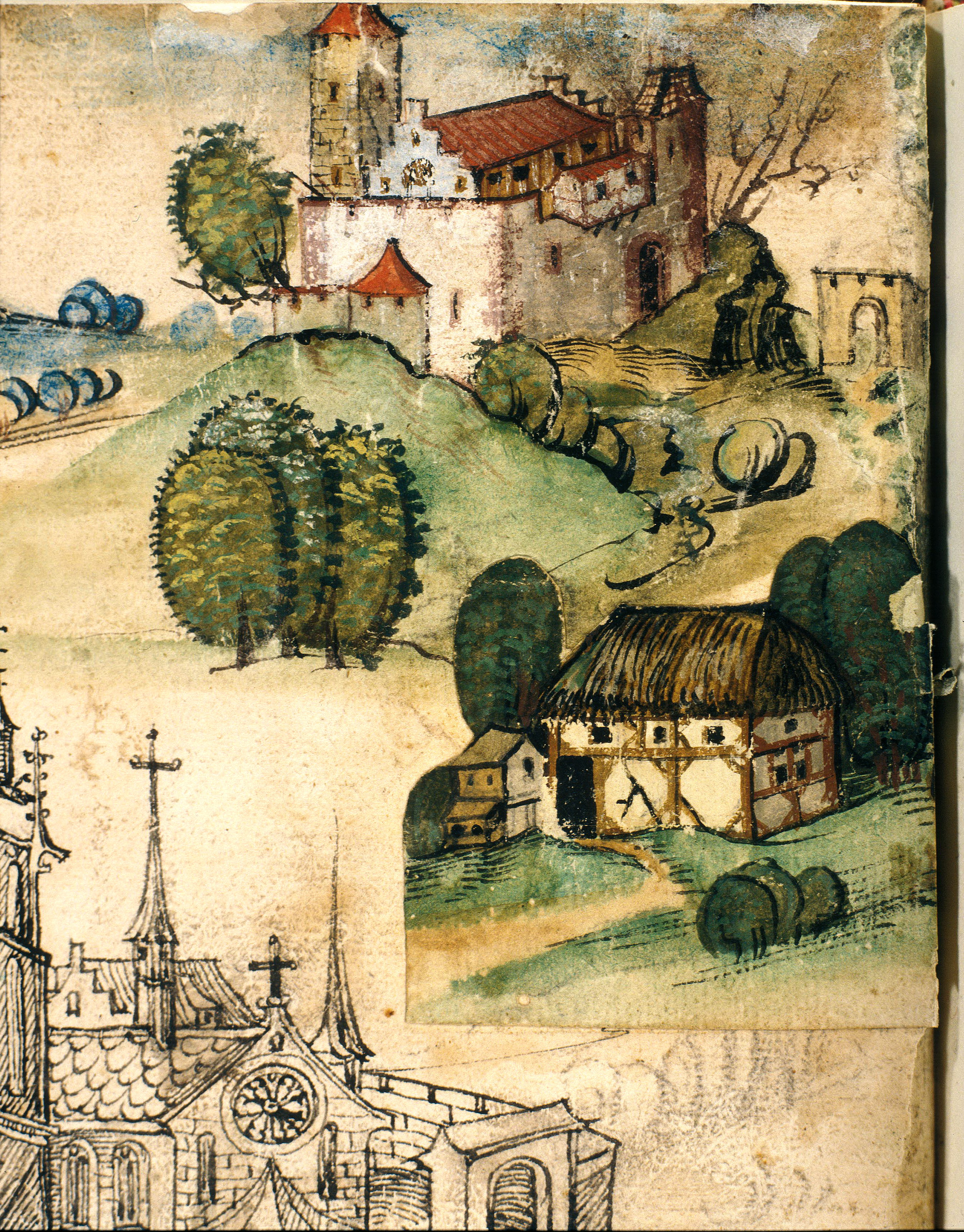
Älteste Darstellung der Burg Dübelstein (Wappenbuch)

## Werke
- Zürcher Chronik, Zürich 1485–1486 mit Zusätzen bis 1530. Ausgabe von Johann Martin Usteri Google
- Zürcher Wappenbuch
- Rotwelschglossar
- Gerold Edlibach: Da beschachend vil grosser endrungen: Gerold Edlibachs Aufzeichnungen über die Zürcher Reformation 1520–1526. Hrsg. und kommentiert von Peter Jezler in: Bilderstreit, Kulturwandel in Zwinglis Reformation. Hrsg. Hans-Dietrich Altendorf, Peter Jezler. Theologischer Verlag, Zürich 1984, ISBN 3-290-11555-0, S. 41–74 (nach dem Autograph in der Zentralbibliothek Zürich, Handschriftenabteilung, Ms. L 104)